# NGC 49
NGC 49 és una galàxia lenticular localitzada en la constel·lació d'Andròmeda. La galàxia va ser descoberta per l'astrònom nord-americà Lewis A. Swift el 7 de setembre de 1885.